# Industriezelt
Als Industriezelt wird eine Leichtbauhallenkonstruktion bezeichnet, die als Lagerhalle oder auch als provisorische Montagehalle verwendet wird. Da Industriezelte in der Regel meist als Lagererweiterung Verwendung finden, werden sie oft auch als Lagerzelte bezeichnet. In der modernen Logistik spielen temporäre Industriezelte gerade für Industrie- und Speditionsbetriebe auf Grund der geringen Baukosten eine betriebswirtschaftlich bedeutende Rolle.

## Beschreibung
Die Basis eines Industriezelts ist das Hallengerüst. Es besteht meist aus korrosionsfreien Alu-Profilen, die vorgefertigt hergestellt werden. Aufgrund ihres geringen Eigengewichtes können Industriezelte fast auf jedem beliebigen Untergrund direkt errichtet werden. Je nach der Beschaffenheit des Untergrundes werden die Stützelemente mit langen Erdnägeln oder Schwerlastdübeln befestigt.
Die Dachverkleidung besteht meist aus widerstandsfähigen gewebeverstärkten PVC-Planen. Die Wandverkleidung kann wahlweise ebenfalls mit PVC-Planen oder leichten Trapezblechen versehen werden. Eine Innenplane, die wie die Außenplane aus PVC-Material besteht, verhindert die Kondenswasserbildung im Inneren des Industriezeltes, somit kann ein Industriezelt wahlweise beheizt oder auch gekühlt werden.
Auf Grund der Modulbauweise ist ein Industriezelt jederzeit erweiterbar, da es meist in sogenannter Systembauweise hergestellt wird. Die Rasterlänge beträgt in der Regel zwischen 2,5 und 5 Meter und kann somit jeweils um das Rastermaß verlängert oder verkürzt werden. Mindestaufbaulängen, die in einem Prüfbuch festgeschrieben sind, müssen bisweilen aus statischen Gründen Berücksichtigung finden. Mit dem Begriff Spannweite wird die Hallenbreite eines Industriezeltes bezeichnet; dies ist so gut wie immer die kürzere Hallenseite. Zur Versteifung der Hallenkonstruktion werden bei großen Spannweiten Zugbänder verwendet, die in Regionen mit zu erwartender hoher Schneelast unabdingbar sind. Die seitlichen Stützelemente sind durch Wanddiagonalen verstrebt.

## Baugenehmigung
Industriezelte bieten den Vorteil eines beschleunigten vereinfachten Baugenehmigungsverfahrens. Bei kurzfristigen Standzeiten können Industriezelte als sogenannter fliegender Bau genehmigt werden. Das jeweilige Verfahren ist in der Landesbauordnung festgeschrieben. Dazu wird vom Hersteller bereits ein sogenanntes Prüfbuch erstellt, das  Details zu Material und Statik wie etwa Schneelast, Spannweite usw. enthält; das Prüfbuch und die Daten werden zuvor vom TÜV geprüft und durch Eintragung im Prüfbuch bestätigt. Alle Industriezelte müssen grundsätzlich vor ihrer Verwendung einer statischen und baurechtlichen Prüfung nach DIN 4112 und DIN EN 13782 durch den TÜV oder auch die jeweilige Landesgewerbeanstalt unterzogen werden.

## Sonderformen
Industriezelte können auch mehrschiffig verwendet werden, das heißt, es werden mehrere Zelte wie Kirchenschiffe parallel zueinander aufgestellt. Sie werden dann untereinander verbunden, so dass bei Bedarf eine sehr große Raumfläche erreicht werden kann. Bei der Verwendung als Montagehalle können Industriezelte zum Beispiel auch auf Schienen montiert werden und können durch geeignete Rollen verschoben werden.

## Vorschriften
Zum 1. Juli 2012 sind die neuen Normen für Industriezelte und Fliegende Bauten allgemein in allen Bundesländern in Kraft getreten. Die alte Norm DIN 4112 ist damit außer Kraft, allerdings gilt für das Betreiben der Fliegenden Bauten Bestandsschutz. Alte Industriezelte können nach DIN EN 13782 weiterbetrieben werden. Industriezelte sind für den Einsatz in den Windlastzonen der Klassen 1 bis 3 nach DIN 1055-4:2005-03 zugelassen.